# 욕망의 끝
《욕망의 끝》(영어: This Sporting Life)은 영국에서 제작된 린지 앤더슨 감독의 1963년 싱크대 사실주의 스포츠 드라마 영화이다. 리처드 해리스 등이 출연하였고, 캐럴 라이스 등이 제작에 참여하였다. 1963년 제16회 칸 영화제에서 리처드 해리스가 남우주연상을 수상하였다.

## 출연
- 리처드 해리스
- 레이철 로버츠
- 앨런 버델
- 윌리엄 하트널
- 콜린 블레이클리
- 밴다 고드셀
- 앤 커닝엄
- 잭 왓슨
- 아서 로
- 해리 마컴
- 조지 슈얼
- 레너드 로시터
- 피터 듀기드
- 월라스 이턴
- 앤서니 우드러프
- 프랭크 윈저
- 에드워드 폭스
- 글렌다 잭슨

## 기타 제작진
- 배역: 미리엄 브리크먼
- 의상: 소피 더바인